# Schweizer Skimeisterschaften 1947
Die Schweizer Skimeisterschaften 1947 fanden vom 28. Februar bis zum 2. März 1947 in Wengen und am 16. Februar 1947 in Le Brassus statt. Ausgetragen wurden im Skilanglauf die Distanzen 18 km und 50 km. Beim 18-km-Lauf wurde Robert Zurbriggen und beim 50-km-Lauf Edi Schild Erster. Das Skispringen gewann Georg Keller und die Nordische Kombination erstmals Alfons Supersaxo. Im Ski Alpin wurden die Disziplinen Abfahrt und Slalom ausgetragen. Bei den Männern gewann Ralph Olinger die Abfahrt, Franz Bumann den Slalom und Fernand Grosjean die Kombinationswertung. Bei den Frauen siegte Hedy Schlunegger in der Abfahrt und abschliessend in der Kombinationswertung. Zudem triumphierte Renée Clerc im Slalom.

## Skilanglauf

### 18 km
| Platz | Name              | Verein       | Zeit (std) |
| ----- | ----------------- | ------------ | ---------- |
| 01    | Robert Zurbriggen | Saas-Fee     | 1:19:30    |
| 02    | Jacques Moreillon | Les Plans    | 1:21:07    |
| 03    | Louis Bourban     | Saas-Fee     | 1:21:39    |
| 04    | Alfons Supersaxo  | Saas Fee     | 1:21:44    |
| 05    | Theo Allenbach    | Bern         | 1:24:02    |
| 06    | Karl Bricker      | Attinghausen | 1:25:19    |

Datum: Samstag, 1. März 1947
  Robert Zurbriggen aus Saas-Fee holte mit einer Minute und 37 Sekunden Vorsprung auf Jacques Moreillon den Schweizer Meistertitel.

### 50 km
| Platz | Name              | Verein         | Zeit (std) |
| ----- | ----------------- | -------------- | ---------- |
| 01    | Edi Schild        | SC Kandersteg  | 2:54:33    |
| 02    | Robert Zurbriggen | Saas-Fee       | 2:56:33    |
| 03    | Louis Bourban     | Saas-Fee       | 3:02:18    |
| 04    | Victor Borghi     | Les Diablerets | 3:02:47    |
| 05    | Marcel Matthey    | La Brevine     | 3:11:37    |
| 06    | Robert Piguet     | Le Sentier     | 3:12:53    |

Datum: Sonntag, 16. Februar 1947

Der Vorjahressieger Edi Schild in einer Zeit von 2:54:33 Stunden mit zwei Minuten Vorsprung auf Robert Zurbriggen und Louis Bourban.

## Nordische Kombination

### Einzel
| Platz | Name             | Ort      | Punkte |
| ----- | ---------------- | -------- | ------ |
| 01    | Alfons Supersaxo | Saas-Fee | 49,26  |
| 02    | Melchior Nold    | Bern     | 61,42  |
| 03    | Gottlieb Perren  | Zermatt  | 64,85  |
| 04    | Georg Keller     | Saas-Fee | 69,06  |
| 05    | Theo Allenbach   | Bern     | 72,37  |
| 06    | Walter Graf      | Wengen   | 74,88  |

Datum: Freitag, den 28. Februar 1947 und Samstag, 1. März 1947
 Alfons Supersaxo aus Saas-Fee gewann erstmals den Schweizer Meistertitel. Der Vorjahressieger Niklaus Stump war nicht am Start, da er am Holmenkollen Skifestival teilnahm.

## Skispringen

### Normalschanze
| Platz | Name                   | Verein         | Punkte |
| ----- | ---------------------- | -------------- | ------ |
| 01    | Georg Keller           | Saas-Fee       | 72,9   |
| 02    | Charles Blum           | Lenzerheide    | 71,6   |
| 03    | Ludwig Demarmels       | SC Davos       | 69,8   |
| 04    | Charles von Siebenthal | Les Diablerets | 68,6   |
| 05    | Adolf Aufdenblatten    | Zermatt        | 64,2   |

Datum: Sonntag, 2. März 1947

Georg Keller gewann auf der Jungfrauschanze mit Weiten von 56 und 55 Metern vor Charles Blum und den Vorjahressieger Ludwig Demarmels seinen einzigen Meistertitel.

## Ski Alpin

### Männer

#### Abfahrt
| Platz | Name               | Verein      | Zeit (min) |
| ----- | ------------------ | ----------- | ---------- |
| 01    | Ralph Olinger      | Engelberg   | 4:35,0     |
| 02    | Rudolf Graf        | Scheidegg   | 4:39,2     |
| 03    | Fernand Grosjean   | Genf        | 4:43,8     |
| 04    | Otto von Allmen    | Wengen      | 4:44,2     |
| 05    | Marco Fümm         | Sils        | 4:44,4     |
| 06    | Christian Kaufmann | Grindelwald | 4:44,6     |

Datum: Samstag, 1. März 1947

#### Slalom
| Platz | Name             | Verein            | Zeit (min) |
| ----- | ---------------- | ----------------- | ---------- |
| 01    | Franz Bumann     | Saas-Fee          | 1:56,6     |
| 02    | Edy Reinalter    | Alpina St. Moritz | 1:56,7     |
| 03    | Arthur Zurgilgen | Andermatt         | 2:00,5     |
| 04    | Walter Hänsli    | Klosters          | 2:03,2     |
| 05    | Jost Walker      | Stoos             | 2:03,9     |
| 06    | Alfred Rombaldi  | Montana           | 2:04,7     |

Datum: Sonntag, 2. März 1947

#### Kombination
Die Kombination wurde über eine Punktewertung aus den Ergebnissen von Abfahrt und Slalom berechnet.
| Platz | Name             | Verein            | Punkte |
| ----- | ---------------- | ----------------- | ------ |
| 01    | Fernand Grosjean | Genf              | 4,22   |
| 02    | Edy Reinalter    | Alpina St. Moritz | 5,19   |
| 03    | Otto von Allmen  | Wengen            | 6,11   |
| 04    | Alfred Stäger    | Mürren            | 6,59   |
| 05    | Franz Bumann     | Saas-Fee          | 6,98   |
| 06    | Walter Hänsli    | Klosters          | 8,87   |

### Frauen

#### Abfahrt
| Platz | Name             | Verein   | Zeit (min) |
| ----- | ---------------- | -------- | ---------- |
| 01    | Hedy Schlunegger | Wengen   | 3:21,8     |
| 02    | Lina Mittner     | Chur     | 3:30,4     |
| 03    | Berty Gertsch    | Wengen   | 3:34,4     |
| 04    | Ruth Bissig      | Luzern   | 3:36,8     |
| 05    | Anni Maurer      | SC Davos | 3:37,6     |

Datum: Samstag, 1. März 1947

#### Slalom
| Platz | Name               | Verein            | Zeit (min) |
| ----- | ------------------ | ----------------- | ---------- |
| 01    | Renée Clerc        | La Chaux-de-Fonds | 2:20,6     |
| 02    | Ruth Bissig        | Luzern            | 2:21,4     |
| 03    | Suzanne Jeanmairet | Le Locle          | 2:31,8     |

Datum: Sonntag, 2. März 1947

#### Kombination
Die Kombination wurde über eine Punktewertung aus den Ergebnissen von Abfahrt und Slalom berechnet.
| Platz | Name             | Verein   | Punkte |
| ----- | ---------------- | -------- | ------ |
| 01    | Hedy Schlunegger | Wengen   | 5,18   |
| 02    | Lina Mittner     | Chur     | 5,30   |
| 03    | Anni Maurer      | SC Davos | 7,59   |
| 04    | Ruth Bissig      | Luzern   | 9,20   |
| 05    | Margrit Walter   | Lausanne | 12,90  |